# Toni Kroos
Toni Kroos (* 4. ledna 1990, Greifswald) je bývalý německý profesionální fotbalista, který hrál na pozici záložníka. Od roku 2014 do roku 2024 nastupoval za španělský klub Real Madrid, předtím působil zejména ve dresu Bayernu Mnichov. Přes deset let nastupoval za německou reprezentaci. Finále Ligy mistrů UEFA si zahrál v šesti případech, ve všech z nich v této soutěži v dresu Realu Madrid zvítězil. Mistr světa z roku 2014. Je vůbec jediným hráčem narozeným v bývalém východním Německu, který vyhrál mistrovství světa ve fotbale.
V průběhu své kariéry se zapsal mezi nejlepší záložníky na světě.

## Osobní život
Ve fotbalovém světě působí i jeho otec Roland a bratr Felix. Roland byl trenérem např. mládežnického výběru německého klubu FC Hansa Rostock, bratr Felix je hráčem Braunschweigu (ke květnu 2021).

## Klubová kariéra
Do Bayernu Mnichov zamířil Kroos ve svých 16 letech. Trenér Ottmar Hitzfeld z něj učinil nejmladšího debutanta v německé Bundeslize v utkání proti Energii Cottbus (Chotěbuz) 26. září a v sezóně 2007/08 mu umožnil odehrát celkem 12 ligových zápasů v konkurenci hráčů jako Bastian Schweinsteiger, Mark van Bommel a Zé Roberto.
Příležitost dostal také v Poháru UEFA. V prvním zápase skupiny dne 25. října na hřišti srbské CZ Bělehrad prohrával Bayern Mnichov 1:2, ovšem Kroos dvěma přímými kopy otočil skóre. Nejprve nacentroval na gól Miroslava Kloseho a později sám skóroval. Na hřišti přitom celkově pobyl jen asi závěrečných deset minut.
Bayern Mnichov na jaře dokráčel k titulu a v létě do týmu přivedl dalšího záložníka Tima Borowskiho. Konkurence v záložní řadě vedla k tomu, že byl Kroos v lednu roku 2009 zapůjčen na 18 měsíců Bayeru Leverkusen.
Leverkusen dosáhl finále domácího poháru, kde ovšem padl s Werderem Brémy. Trenér Bruno Labbadia uvolnil místo Juppu Heynckesovi, jenž služby hostujícího záložníka využíval.
Po Mistrovství světa se v letních měsících roku 2010 vrátil do Mnichova, kde byl součástí plánů trenéra Louise van Gaala. Další kariérní posun nastal po sezóně, když se léta 2011 stal trenérem Bayernu Kroosův „mentor“ Jupp Heynckes.

### Návrat do Bayernu
Podzimní absence Arjena Robbena umožnila Kroosovi zabydlet se v základní sestavě Bayernu v první polovině sezóny 2011/12. V zářijovém utkání Ligy mistrů pomohl premiérovou trefou k výhře 2:0 nad Villarrealem. Později pomohl zdolat Neapol výsledkem 3:2 a byl autorem všech tří asistencí na gól. Proti Villarrealu 22. listopadu dvakrát připravil gól Francku Ribérymu a podpořil vítězství 3:1 zajišťující první místo v náročné skupině. Na jaře se účastnil tažení směrem do finále Ligy mistrů, kdy mnichovský celek postoupil přes Basilej, Marseille i Real Madrid. Proti Realu v semifinále 17. dubna nacentroval z rohu na první gól svého mužstva a v domácím prostředí pomohl k výhře 2:1. Osm dní na to v Madridu odehrál celé odvetné utkání. V penaltovém rozstřelu byl neúspěšný, přesto ovšem hráči z Mnichova zvítězili poměrem 3:1 a bavorský klub měl jako třetí v historii příležitost uspěl ve finále Ligy mistrů na vlastním stadionu. Finále odehrané 17. června se rovněž rozhodovalo v rozstřelu, který ovšem dopadl příznivě pro Chelsea. Na rozdíl od semifinále se Kroos penalty nechopil, prodlužované utkání ale odehrál celé a byl hráčem s nejvíce přihrávkami (111). Z pohledu trofejí to byla neúspěšná sezóna, neboť Kroos se spoluhráči prohrál týden před finálovým střetem také finále německého poháru s Borussií Dortmund, která Bayernu odepřela také ligový titul, a ve kterém dostal Kroos přednost před Müllerem.
V duelu o německý superpohár 12. srpna 2012 pomohl porazit Dortmund 2:1, přičemž odehrál celé utkání. Členem základní jedenáctky zůstal i nadále a z pozice ofenzivního záložníka (tzv. desítky) dirigoval úspěšnou sérii výher zkraje nové ligové sezóny. V září dal góly Stuttgartu, Mainzu a Schalke a Valencii v úvodním klání Ligy mistrů. Na začátku října byl u venkovní porážky na půdě BATE Borisov ve druhém zápase evropského poháru, ve kterém běloruský klub utnul Bayernu sérii devíti počátečních výher. Na konci října nezabránil Kroos domácí porážce 1:2 s Leverkusenem, která se později ukázala být druhou ze tří porážek v sezóně. 7. listopadu vstřelil jeden gól proti Lille a podílel se tak na jeho debaklu 6:1. 24. listopadu 2012 vsítil gól proti Hannoveru 96, čímž přispěl k výraznému vítězství Bayernu 5:0. Ve 27. kole hraném 30. března se jednou gólově podílel na výhře 9:2 nad Hamburkem a pomohl klubu dorovnat rekord deseti ligových výher v řadě.
S klubem slavil v sezóně zisk ligového titulu již 6 kol před koncem soutěže, ve 28. kole německé Bundesligy.
Zazářil proti Arsenalu při únorovém osmifinálovém střetnutí v Lize mistrů. Na půdě anglického soupeře vyhráli fotbalisté Bayernu poměrem 3:1. Skóre otevřel samotný Kroos, kterého Dominic Fifield z Guardianu ohodnotil nejlepší známkou 9 z 10. Avšak ve čtvrtfinále si přivodil zranění, které mu odepřelo dohrát úspěšnou sezónu, v níž získal Bayern treble (triumf v lize, domácím poháru a v Evropě).
Pod novým trenérem Pepem Guardiolou absolvoval 27. července 2013 utkání německého superpoháru proti Borussii Dortmund. Úvod sezóny ale zvládla lépe Borussia. Guardiola postavil Kroose do sestavy 30. srpna proti Chelsea v evropském superpoháru UEFA a záložník zaznamenal asistenci u Ribéryho srovnávacího gólu. Nerozhodnuté prodlužované utkání rozhodovaly penalty, v nichž Kroos tu svoji proměnil a pomohl trofej vyhrát. V záložní řadě si svoje místo navzdory konkurenci nově příchozích Maria Götzeho a Thiaga uhájil. V prosinci se objevil na Mistrovství světa klubů FIFA v Maroku, na kterém Bayern Mnichov zvítězil nejprve v semifinále 3:0 nad Kuang-čou Evergrande a následně ve finále 2:0 nad Raja Casablanca. V lednu byl v důsledku Guardiolovy rotace hráčů posazen na lavičku, pře byla ovšem rozřešena a Kroos se vrátil do základní sestavy. Trenérovu důvěru splatil zářným výkonem proti Arsenalu a dne 19. února 2014 se gólem podepsal pod venkovním vítězstvím 2:0, které sehrálo klíčovou roli v postupu do čtvrtfinále proti Manchesteru United. Právě klub z Manchesteru o hráče usiloval. V bundesligovém utkání s berlínskou Herthou 25. března otevřel skóre, které načalo výhru 3:1 zaručující ligový triumf v rekordně krátkém čase. Bayern triumfoval 7 kol před koncem. Dne 17. května byl u finálového vítězství 2:0 nad Dortmundem v národním poháru zaručujícímu domácí double.

### Real Madrid
Real Madrid za Kroose zaplatil částku mezi 25 až 30 miliony eur a ten se Madridu upsal na dobu šesti let, tedy do léta 2020.
Po přestupu se stal devátým německým reprezentantem ve službách madridského velkoklubu, ještě před ním tu působili Günter Netzer, Paul Breitner, Uli Stielicke, Bernd Schuster, Bodo Illgner, Christoph Metzelder, Mesut Özil a Sami Khedira.

#### Sezóna 2014/15
Ve městě Cardiff se v srpnu odehrál jeho debutový start za Real Madrid proti Seville v rámci Superpoháru UEFA, o jehož zisku pro madridské mužstvo rozhodl dvougólový Cristiano Ronaldo.
Po utkání La Ligy proti Rayu Vallecano konaném 8. listopadu vyzdvihl Kroosův výkon jeho trenér Carlo Ancelotti. Kroos totiž vstřelil svůj první gól ve dresu „Bílého baletu“ a pomohl k výhře 5:1.
Real se v prosinci utkal o prvenství na Mistrovství světa klubů, Toni Kroos v nominaci nechyběl. Během semifinálového střetu s mexickým Cruz Azul (nakonec výhra 4:0) si po centru připsal asistenci na gólu Sergia Ramose a celkem už svoji osmou v sezóně.
Finále proti argentinskému San Lorenzu Real opanoval po výsledku 2:0. Sám asistoval znovu u gólu Ramose.
V lednu byl zvolen do nejlepší 11členné sestavy podle UEFA za rok 2014.
Madridská rekordní série 22 výher za sebou byla ukončena porážkou 1:2 dne 4. ledna v ligovém utkání proti Valencii.
Tým ale stále držel první místo v tabulce. Další série výher v lize skončila po utkání na půdě rivala Atlética Madrid 7. března. Po bok Kroose se v záložní řadě postavila dvojice Sami Khedira s Iscem, první jmenovaný zastoupil zraněného Jamese Rodrígueze. Real se soupeřem ze stejného města prohrál 0:4.
Na rozdíl od svého německého spoluhráče Khediry patřil Kroos k těm lepším hráčům „Bílého baletu“.
Březnové derby El Clásico v Barceloně mělo napovědět, kdo z dvojice velkoklubů vyhraje titul. Real Madrid na katalánské půdě nakonec prohrál 1:2, promrhal náskok z podzimu a začátku jara a nově ztrácel čtyři body na svého konkurenta.
Kroos patřil k lepším hráčům svého mužstva a podařilo se mu omezovat hru soupeřova záložníka Andrése Iniesty.
Ve 33. kole vstřelil Kroos proti Celtě Vigo vyrovnávací gól na 1:1 a Real otočil výsledek na 4:1, udržujíc se v dohledu první Barcelony.
Ta ale již neklopýtla, titul tak Real nezískal.

#### Sezóna 2015/16
Ve své druhé sezóně byl Kroos nadále klíčovým hráčem a odehrál 10 z úvodních 11 utkání La Ligy.
V průběhu března 2016 zaznamenal gól proti Athleticu Bilbao, svůj třetí ligový gól ve Španělsku a byl u domácí výhry Realu poměrem 4:2, tým se tak držel jediný bod za Barcelonou.
Ačkoli titul znovu získala Barcelona, mohl si Real částečně kompenzovat ligový neúspěch na evropské scéně, kde znovu dosáhl finále Ligy mistrů a znovu čelil Atléticu Madrid. Po čtvrthodině od počátečního hvizdu vyslal Kroos ze standardní situace centr, který našel Garetha Balea a od toho se míč dostal k Sergiu Ramosovi, který míč dopravil za záda slovinského brankáře Jana Oblaka.
Atlético se zmohlo na vyrovnání, nakonec však padlo na penalty. Kroos podal dobrý výkon, jeho spoluhráči jako Casemiro a Sergio Ramos ale byli klíčoví.
Po 72 minutách jej trenér Zidane vystřídal, zastoupil ho Isco. Kroos se stal prvním německým reprezentantem, který vyhrál Ligu mistrů se dvěma kluby.

#### Sezóna 2016/17
Po Mistrovství Evropy zahájil – stejně jako Gareth Bale a další – klubový trénink později, vynechal tak evropský superpohár proti Seville.
Na konci srpna odehrál proti Realu Sociedad (výhra Realu 3:0) své 100. utkání ve dresu „Bílého baletu“.
Zahrál si srpnové první domácí utkání sezóny před madridským publikem a v 81. minutě vstřelil vítězný gól na 2:1 proti Celtě Vigo.
V lednu se dostal do vyhlášené nejlepší jedenáctky organizace FIFA za rok 2016 jako jeden z pěti hráčů Realu Madrid.
Na začátku dubna ve 31. kole La Ligy odehrál derby s Atléticem Madrid, které dopadlo nerozhodně 1:1. Kroos si udržel první místo mezi ligovými nahrávači, když z přímého kopu našel hlavu Pepeho. Později se tato dvojice nešťastně srazila, Pepe si po úderu Kroosova kolena zranil žebra. Real Madrid přesto navýšil náskok na čele ligy o jeden bod, neboť Barcelona prohrála.

#### Sezóna 2017/18
Real Madrid odstartoval výhrou 2:1 nad Manchesterem United sezónu 2017/18. V utkání o Superpohár UEFA 8. srpna 2017 setrval na trávníku celých 90 minut. Dalším srpnovým superpohárovým úspěchem se stal ten v Supercopa de España nad Barcelonou. V základní sestavě se Kroos podílel na dvou výhrách – 3:1 venku a 2:0 doma. Během odvety zaznamenal svůj 150. zápas ve dresu madridského klubu. V srpnu se také umístil pátý v hlasování o nejlepšího evropského klubového fotbalistu podle UEFA. Dne 20. srpna zpečetil třetí brankou úvodní ligovou výhru 3:0 proti Deportivu La Coruña.
Ve čtvrté sezóně v Realu si ve španělské lize připsal 27 odehraných zápasů s 5 góly a 7 asistencemi. Real nezískal ligový titul a skončil až třetí za Barcelonou a Atléticem. V Lize mistrů si to Kroos vynahradil třetím vítězstvím v řadě, přičemž finále proti Liverpoolu odehrál celé.

#### Sezóna 2018/19
Na začátku srpna v roce 2018 byl Kroos zvolen německým fotbalistou roku.
V páté sezóně (2018/19) za Bílý balet nezískal žádnou velkou trofej, ale jen výhru na MS klubů. Odehrál finále proti Al Ajnu ze Spojených arabských emirátů, který Realu Madrid podlehl nakonec 1:4. Na tomto turnaji získal Kroos prvenství už popáté (jednou s Bayernem, s Realem čtyřikrát) a překonal tak Cristiana Ronalda se čtyřmi tituly.
V lize nastoupil do 28 zápasů, Real skončil v La Lize na třetím místě za rivaly Barcelonou a Atléticem. V Lize mistrů se gólově prosadil ve skupině, a to ve čtvrtém zápase na hřišti Viktorie Plzeň (5:0), kde si vedle jedné branky připsal také 2 asistence.
Odehrál obě celá utkání osmifinále proti Ajaxu, se kterým Real Madrid vypadl.

#### Sezóna 2019/20
Kroos byl i v sezóně 2019/20 součástí základní sestavy Realu. Během prvního zápasu nové sezóny španělské ligy se trefil na půdě Celty Vigo a přispěl k výhře 3:1.
V říjnu nastoupil do 100. utkání Ligy mistrů a jediným gólem tohoto utkání rozhodl o výhře Realu Madrid na půdě tureckého Galatasaraye, tým tak ve svém třetím zápase získal první tři body (celkově čtyři).
V lednu se gólově prosadil proti Valencii ve španělském superpoháru a pomohl tak postoupit do finále proti Atléticu Madrid.
Finále dospělo do penaltového rozstřelu, ve kterém uspěl Real. Kroos odehrál 103 minut než byl nahrazen Viníciusem.
Real Madrid v této sezóně rovněž vyhrál mistrovský titul.

#### Sezóna 2020/21
Proti Granadě 23. prosince 2020 odehrál Kroos 200. zápas španělské ligy ve dresu Realu, který zápas vyhrál 2:0.
Proti Osasuně 9. ledna 2021 odehrál za Real 300. soutěžní zápas.
V odvetě osmifinále Ligy mistrů 16. března proti Atalantě si zahrál 100. zápas v této evropské soutěži a pomohl postoupit do čtvrtfinále po domácí výhře 3:1, kterou Real Madrid navázal na venkovní výhru 1:0.

#### Sezóna 2021/22
Začátkem sezóny nebyl Kroos k dispozici kvůli zranění, které se táhlo od března stejného roku. Ve 13. kole hostil Real Madrid celek Rayo Vallecano a v tomto zápase hraném 6. listopadu 2021 otevřel skóre právě Kroos, který navíc v závěru obranným zákrokem výhru 2:1 uhájil. V dalším ligovém kole 21. listopadu se stal mužem venkovního zápasu proti Granadě, neboť jeho dvě asistence vedly k výhře 4:1. Na pomezí listopadu a prosince si připsal po jedné trefě v závěrečných dvou skupinových zápasech v Lize mistrů, nejprve proti Šeriffu Tiraspol při venkovní výhře 3:0 a poté v domácím prostředí proti Interu Milán při výhře 2:0. Real tímto postoupil z prvního místa do jarního osmifinále. Kroosův úvodní gól proti Interu byl 1000. gólem Realu Madrid v evropském poháru, čehož španělský královský klub dosáhl jako první.
Své čtvrté finále Ligy mistrů odehrál v základní sestavě celé. Na stadionu Stade de France se 28. května 2022 zrodila výhra Realu 1:0 nad Liverpoolem. Německý záložník zaznamenal pátý triumf.

#### Sezóna 2022/23
Dne 10. srpna 2022 nastoupil do utkání Superpoháru UEFA a v něm odehrál 85 minut. Zisk první trofeje sezóny byl zaručen vítězstvím 2:0 nad Eintrachtem Frankfurt. Madridský klub dorovnal rekord pěti triumfů. V dalších srpnových dnech opustil mužstvo Casemiro a stabilní záložní trojice s přezdívkou „KCM“ přišla o prvního člena. Německý středopolař měl mít nabídku na prodloužení smlouvy, ve hře však bylo ukončení aktivní kariéry na vrcholu po této sezóně. Po prvním skupinovém utkání Ligy mistrů 6. září na hřišti Celtiku byl označen hráčem zápasu. Real Madrid na stadionu Celtic Park vyhrál 3:0. Proti Realu Mallorca v pátém utkání ligové sezóny 11. září na něho poprvé připadla kapitánská role, poté co se zranil Karim Benzema. První El Clásico sezóny proti Barceloně pomohl 16. října v domácím prostředí vyhrát 3:1. Ve stejném utkání dosáhl na milník 250 utkání za Real, a to jako devátý fotbalista tohoto klubu.

## Reprezentační kariéra
V roce 2007 dovedl Kroos – jakožto kapitán – reprezentační výběr Německa do 17 let ke třetímu místu na Mistrovství světa pořádané Jižní Koreou.
Vyjma bronzové medaile byl oceněn Zlatým míčem pro nejlepšího hráče turnaje a rovněž Bronzovou kopačkou pro třetího nejlepšího střelce mistrovství.
V německém A-týmu debutoval v roce 2010.
12. října 2012 vstřelil dva góly v kvalifikačním utkání na MS 2014 proti domácímu Irsku, Německo vyhrálo jednoznačně 6:1.
V říjnu 2020 odehrál 100. utkání za německou reprezentaci čelící Švýcarsku a stal se 16. fotbalistou Německa, který stovky startů v reprezentaci dosáhl.

### Mistrovství světa 2010
Byl nominován do reprezentačního mužstva pro mistrovství světa 2010 v Jihoafrické republice. Tam si zahrál ve čtyřech zápasech, celkově 59 minut. Svůj první zápas odehrál proti Ghaně, kdy v 81. minutě vystřídal Bastiana Schweinsteigera. Ve čtvrtfinálovém zápase proti Argentině se do hry dostal v 77. minutě místo Samiho Khediry. Zahrál si i v následujícím zápase proti Španělsku, tentokráte nahradil Piotra Trochowskiho v 62. minutě. Nastoupil i v posledním zápase Německa, a to v souboji o třetí příčku. V 81. minutě nahradil Marcella Jansena – střelce druhé německé branky.

### EURO 2012
Postupem času si získal důvěru trenéra Joachima Löwa, pro něhož byl součástí základní osy národního mužstva, přestože čelil konkurenci jiných talentovaných záložníků v podobách Maria Götzeho, Marca Reuse, Marka Marina nebo Thomase Müllera. Německo si tříbodový zisk zajistilo ve všech deseti kvalifikačních utkáních a z první příčky zamířilo na Euro 2012 pořádané Polskem a Ukrajinou. Navzdory zdařilé kvalifikační kampani, kdy byl pasován do základní sestavy, se musel spokojit s rolí střídajícího a v záloze nastupovali Sami Khedira a Bastian Schweinsteiger. Do základu byl postaven 28. června 2012 v semifinále proti Itálii, ale Löwův tah s Kroosem osobně bránícím soupeřova záložníka Andreu Pirla nevyšel a Německo prohrálo 1:2.

### Mistrovství světa 2014
Trenér Joachim Löw jej vzal na Mistrovství světa 2014 v Brazílii. Němci postoupili ze základní skupiny G se 7 body z prvního místa po výhře 4:0 s Portugalskem, remíze 2:2 s Ghanou a výhrou 1:0 s USA.
V osmifinále Němci vyřadili Alžírsko po výsledku 2:1 po prodloužení a ve čtvrtfinále Francii 1:0. V semifinále proti Brazílii znemožnili Jihoameričany historickým debaklem 7:1, kdy do 29. minuty dali pět gólů. Kroos vstřelil dva a byl vyhlášen „mužem zápasu“. S národním týmem získal zlaté medaile po finálové výhře 1:0 proti Argentině.
Jeho jméno se objevilo na seznamu deseti vybraných fotbalistů, z nichž měl vzejít držitel Zlatého míče pro nejlepšího hráče mistrovství (FIFA's Golden Ball). Ten připadl Lionelu Messimu. Oficiální statistický žebříček Castrol performance index ohodnotil Kroosovo vystoupení na mistrovství známkou 9,79 z 10, nejvyšší známkou mezi turnajovými účastníky. Prvenství jej zařadilo do nejlepší jedenáctky turnaje podle statistik, zařazen byl k tomu i do nejlepší jedenáctky podle fanoušků hlasujících přes internet, tzv. Týmu snů.

### EURO 2016

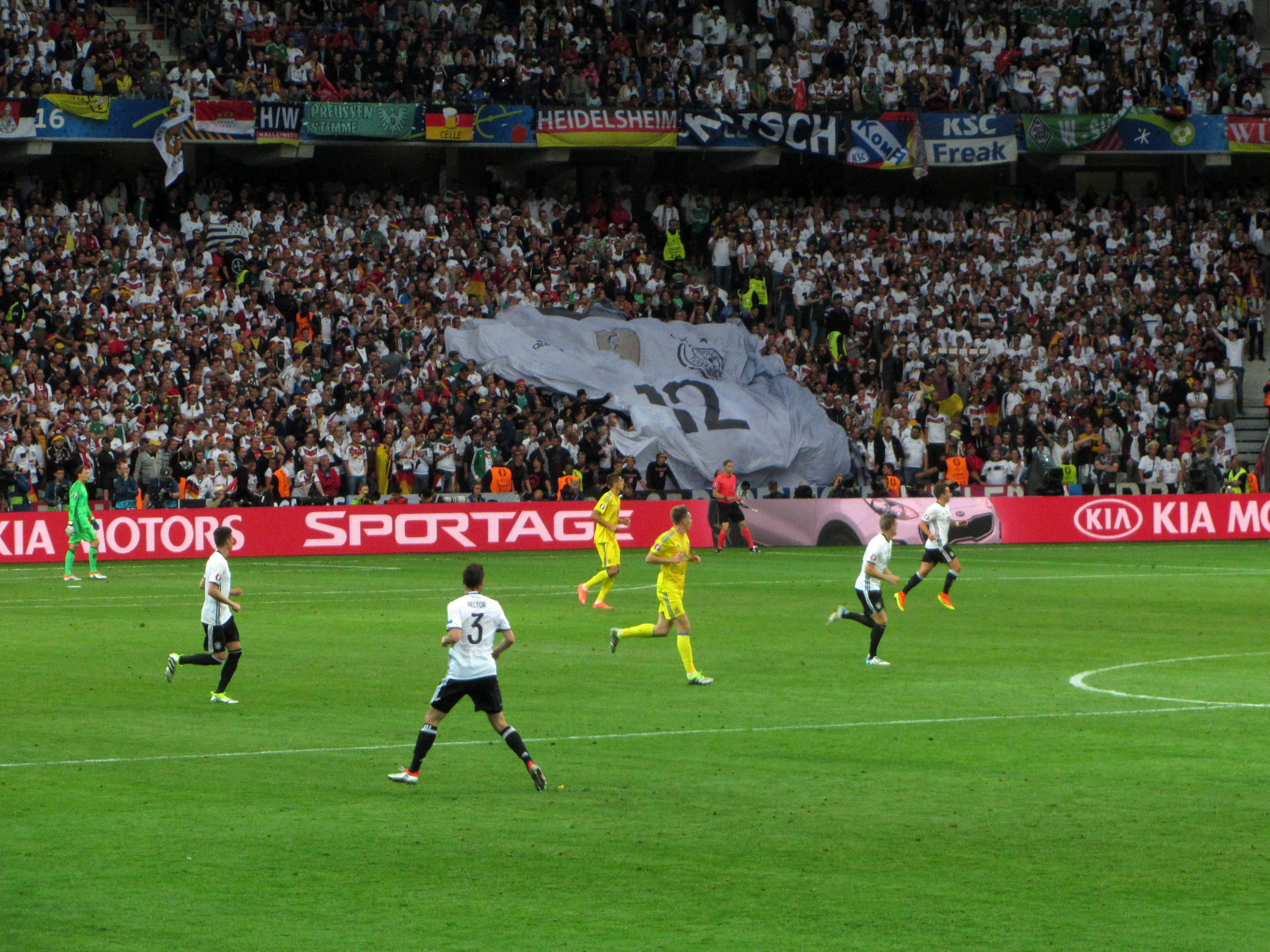
V úvodním utkání Eura 2016 proti Ukrajině (Kroos je druhý zprava)

Na svém druhém evropském mistrovství měl po zraněném kapitánu Bastianu Schweinsteigerovi převzít odpovědnost i vůdčí roli v záložní řadě a po boku Samiho Khediry vypomáhat defenzívě. Vynikl v úvodním skupinovém utkání proti Ukrajině 12. června, ve kterém Německo vyhrálo 2:0 a první gól padl po Kroosově přímém kopu, který do sítě dopravil Škodran Mustafi. Standard si udržel i po bezbrankovém střetnutí s Polskem 16. června a v souhrnných statistikách turnaje mu nadále patřilo druhé místo za nejlépe hodnoceným Dimitrim Payetem. Postup z první pozice zaručilo 21. června vítězství 1:0 nad Severním Irskem, proti kterému rodák z Greifswaldu zaznamenal více přihrávek (121) než celé soupeřovo mužstvo (110). Osmifinále se konalo 26. června a postavilo Německo proti Slovensku, z čehož se urodila německá výhra 3:0. Další Kroosovo vystoupení navázalo kvalitou na ta předešlá a jeho dovednost nabízet se spoluhráčům ocenil také bývalý záložník Johan Micoud. Ve čtvrtfinále proti Itálii 2. července vyústil prodlužovaný zápas v penaltový rozstřel, Německo též poprvé inkasovalo. Penaltu Kroos proměnil a pomohl postoupit do semifinále s domácí Francií. Brzká penalta nařízená proti Německu dopomohla 7. července jejich vyřazení a zisku „pouhé“ bronzové medaile.
Byl jedním ze tří Němců, jejichž jména bylo zahrnuta mezi nejlepších 23 fotbalistů Eura. Na soupisku tzv. Týmu turnaje se dostal společně s Joshuou Kimmichem a Jérômem Boatengem. V hlasování 25 tisíc německých fanoušků o nejlepšího hráče mužstva na oficiálním webu německého fotbalového svazu se umístil třetí za Özilem a Boatengem. Do ideální jedenáctky turnaje jej zařadil Ian Dennis, komentující pro stanici BBC Radio 5 Live. Během turnaje zaznamenal nejvíce přesných přihrávek ze všech hráčů, a to 593. Podle WhoScored.com byl pátým nejlépe hodnoceným fotbalistou.

### Mistrovství světa 2018
Trenér Joachim Löw jej 4. června nominoval na Mistrovství světa 2018 pořádané Ruskem.
Tři skupinové zápasy odehrál celé, přičemž ve druhém zápase proti Švédsku v nastaveném čase rozhodl z přímého kopu o vítězství 2:1.
Udržení postupových nadějí ale zhatila porážka 0:2 proti Jižní Koreji ve třetím zápase.

### EURO 2020
Jeho posledním velkým turnajem bylo Mistrovství Evropy neboli Euro 2020, které se kvůli pandemii covidu-19 odehrálo až roku 2021. Po osmifinálovém vyřazení Anglií oznámil konec reprezentační kariéry.
EURO 2024

## Fotbalová charakteristika
Mezi Kroosovy vynikající atributy patří přihrávky. Mezi sezónami 2014/15 až 2016/17 jeho přihrávky dosahovaly ve španělské lize více než 90 % úspěšnosti podle WhoScored.com.
Jeho bývalý spoluhráč v mládežnických reprezentacích a v Bayeru Leverkusen, Stefan Reinartz, svými slovy vyzdvihl Kroosovy přihrávky na stejnou úroveň jako jsou přihrávky Andrése Iniesty a Xaviho.
Reinartz, po konci kariéry spoluzakladatel firmy zabývající se fotbalovými analýzami, dále vyzdvihl Kroosův herní přehled.
Jeho další doménou je střela i z větších vzdáleností.
Když pronikl do sestavy Bayernu, vysloužil si pozornost fotbalového experta Jonathana Wilsona, pro něhož byl „možným archetypem moderního ofenzivního záložníka“. Wilson vystihl Kroose mimo jiné jako tvořivého dynamického hráče a pracanta schopného zahrát kdekoli v záloze, který je „mašinou na přihrávky“. Během světového šampionátu v Brazílii o něm Johan Cruijff prohlásil, že je „báječným hráčem“. Dodal, že „dělá všechno správně: tempo jeho přihrávek je skvělé a má přehled, je to takřka dokonalé.“
V Realu Madrid jej trenér Carlo Ancelotti umístil do hloubi pole jako tvůrce hry (neboli „špílmachra“).

## Zajímavosti
Toni Kroos má v posledních pěti letech vždy alespoň 90 % úspěšných přihrávek v klubových soutěžích. [kdy?]

## Úspěchy

### Klubové
Bayer Leverkusen
- 1× finalista domácího poháru – 2008/09

Bayern Mnichov
- 3× vítěz Bundesligy – 2007/08, 2012/13, 2013/14
- 3× vítěz domácího poháru – 2007/08, 2012/13, 2013/14
- 1× vítěz ligového poháru – 2007
- 2× vítěz německého superpoháru – 2010, 2012
- 1× vítěz Ligy mistrů UEFA – 2012/13
- 1× vítěz Mistrovství světa klubů FIFA – 2013

Real Madrid
- 3× vítěz Primera División – 2016/17, 2019/20, 2021/22
- 2× vítěz Španělského superpoháru – 2017, 2019/20
- 5× vítěz Ligy mistrů UEFA – 2015/16, 2016/17, 2017/18, 2021/22, 2023/24
- 4× vítěz Superpoháru UEFA – 2014, 2016, 2017, 2022
- 4× vítěz Mistrovství světa klubů FIFA – 2014, 2016, 2017, 2018

### Reprezentační
Německá reprezentace
- Mistrovství světa: 1. místo (2014)
- Mistrovství světa: 3. místo (2010)
- Mistrovství Evropy: 3. místo (2012, 2016)

### Individuální
- Medaile Fritze Waltera v kategorii U18 – 2008 (zlatá medaile)[127]
- Nejlepší hráč mistrovství Evropy UEFA U17 – 2006
- Nejlepší hráč mistrovství světa FIFA U17 – 2007[86]
- Bronzová kopačka mistrovství světa FIFA U17 – 2007[86]
- Tým roku podle UEFA – 2014,[128] 2016,[129] 2017[130]
- Sestava sezóny Ligy mistrů UEFA – 2013/14,[131] 2014/15,[132] 2015/16,[133] 2016/17,[134] 2017/18[135]
- Nejlepší tým La Ligy podle UEFA – 2016/17,[136] 2019/20[137]
- Nejlepší tvůrce hry na světě podle IFFHS – 2014[138]
- Nejlepší tým desetiletí na světě podle IFFHS – 2011–2020[139]
- Nejlepší tým desetiletí zóny UEFA podle IFFHS – 2011–2020[140]
- Nejlepší tým turnaje UEFA Euro – 2016[141]
- Světová jedenáctka FIFA FIFPro – 2014,[142] 2016,[143] 2017[144]
- Německý reprezentant roku – 2014[145]
- Německý fotbalista roku – 2018[67]
- Sportovní ikona roku podle GQ – 2019[146]

### Vyznamenání
- Stříbrný vavřínový list (Silbernes Lorbeerblatt) – 2014[147]